# Antifaschistische Aktion Berlin
Die Antifaschistische Aktion Berlin (AAB) war eine der bekanntesten und mitgliederstärksten Antifa-Gruppen in der Bundesrepublik Deutschland. Sie wurde um 1993 gegründet und spaltete sich zehn Jahre später in zwei Gruppen auf.
Die AAB wurde zunächst unter dem Namen Antifa A&P (Agitation und Praxis) zu Beginn der 1990er Jahre gegründet und war maßgeblich an der Schaffung einer bundesweiten Organisation Antifaschistische Aktion/Bundesweite Organisation (AA/BO) beteiligt. Insbesondere die von ihr mitveranstalteten Demonstrationen zum Ersten Mai in Kreuzberg erreichten für die linksradikale Szene vergleichsweise große Teilnehmerzahlen und hohe Medienpräsenz. Wegen ihres undogmatischen Vorgehens und ihres für linksradikale Verhältnisse ungewöhnlich pragmatischen Umgangs mit den Medien stand sie in der Kritik der traditionellen Autonomen, die ihr „oberflächliches Politmarketing“ vorhielten.
Die AAB betrieb die Website www.antifa.de, die in mehreren Verfassungsschutzberichten als „eigene, professionelle Internet-Homepage“ bezeichnet wurde.
Von der AAB wurde militanter Antifaschismus gerechtfertigt, der auch die körperliche Gewalt gegenüber Rechtsextremen einschloss. Als politische Gruppe verstand sich die AAB aber explizit als nicht gewalttätig. Darüber hinaus richtet sich die AAB auch gegen die herrschenden gesellschaftlichen Bedingungen und den Kapitalismus.
Vorrangiges Ziel der AAB war der Aufbau konkreter Strukturen in Berlin und dem Umland. Ein Tätigkeitsschwerpunkt lag dabei in der Jugendarbeit, der Zusammenarbeit mit kleineren Jugendgruppen in verschiedenen Berliner Stadtteilen. Zu diesen gehörten beispielsweise die Jugendantifa Marzahn (JAM), Antifa Jugend Aktion Schöneberg/Steglitz (AJAS), Antifa Jugend Aktion Kreuzberg (AJAK), Jugendantifa Friedrichshain (JAF), Antifa Süd-Ost (ASO), Antifa Jugend Aktion Potsdam (AJAP) und Antifaschistische Rote Dornen (ARD).
Nach dem Ende der AA/BO und den Debatten innerhalb der radikalen Linken um die Positionen zu dem Nahost-Konflikt spaltete sich die Gruppe im Februar 2003 in zwei etwa gleich große Fraktionen: Der eher „aktivistisch“ bzw. „aktionistisch“ agierenden traditionell-linksradikalen Flügel schloss sich in der Antifaschistische Linken Berlin (ALB)  zusammen. Aus dem stärker theoretisch ausgerichteten Flügel entstand zunächst die Gruppe Kritik und Praxis Berlin (KP Berlin). Die Nachfolgegruppen erreichen nicht die Bedeutung der AAB.